# Воропаев, Павел Александрович
Павел Александрович Воропаев — советский хозяйственный, государственный и политический деятель, Герой Социалистического Труда. Участник Великой Отечественной войны. Член КПСС.

## Биография
Родился в 1923 году в селе Чуевка.
Участник Великой Отечественной войны, командир стрелковой роты 220-го стрелкового полка 4-й стрелковой дивизии 48-й — 69-й армий 1-го Белорусского фронта. После войны — на службе в Советской Армии в звании майора. С 1955 года — на хозяйственной, общественной и политической работе. В 1955—1990 гг. — партийный деятель, бригадир колхоза «Приамурье» в селе Козьмодемьяновка Тамбовского района, председатель колхоза «Вперед к коммунизму» в селе Ключи Константиновского района Амурской области.
Указом Президиума Верховного Совета СССР от 12 декабря 1988 года присвоено звание Героя Социалистического Труда с вручением ордена Ленина и золотой медали «Серп и Молот». Заслуженный работник сельского хозяйства РСФСР.
Умер в селе Ключи в 2001 году.